# 胡乃元
胡乃元（Nai-Yuan Hu，1961年—）是一位小提琴演奏家，台灣台南出生的旅美音樂人，曾於1985年獲得比利時伊莉莎白女皇音樂大賽（Queen Elisabeth Music Competition）首獎。在台灣求學時期曾接受台灣小提琴教母李淑德教導。在台灣創立結合海內外優秀音樂家的樂團Taiwan Connection，簡稱 TC。

## 家庭背景
胡乃元的父親胡鑫麟原為國立台灣大學醫學院附設醫院眼科主任，1950年於醫院開主任會議時，與許強醫師等人同時被捕，成為綠島第一批政治犯，史稱台北市工委會案。胡鑫麟坐牢10年期滿後，返回故鄉台南市行醫，常遭警察問查，後曾受邀到日本行醫。胡乃元的第一把琴便是胡鑫麟委託綠島難友以手工打造。
胡乃元的母親李碧珠是中央研究院院士李鎮源教授之妹。1991年李鎮源參與了廢除刑法一百條運動，胡乃元受其影響，曾在現場演奏小提琴。

## 著作
- 胡乃元、吳錦勳：《弓在弦上：胡乃元與Taiwan Connection的故事》（台北：天下文化，2014）

## 外部連結
- Taiwan Connection （页面存档备份，存于）
- Taiwan Connection（facebook）
- 當巨石第十一次回到山腳 - 與薛西佛斯暫別--胡乃元專訪